# Smrk (Čistá)

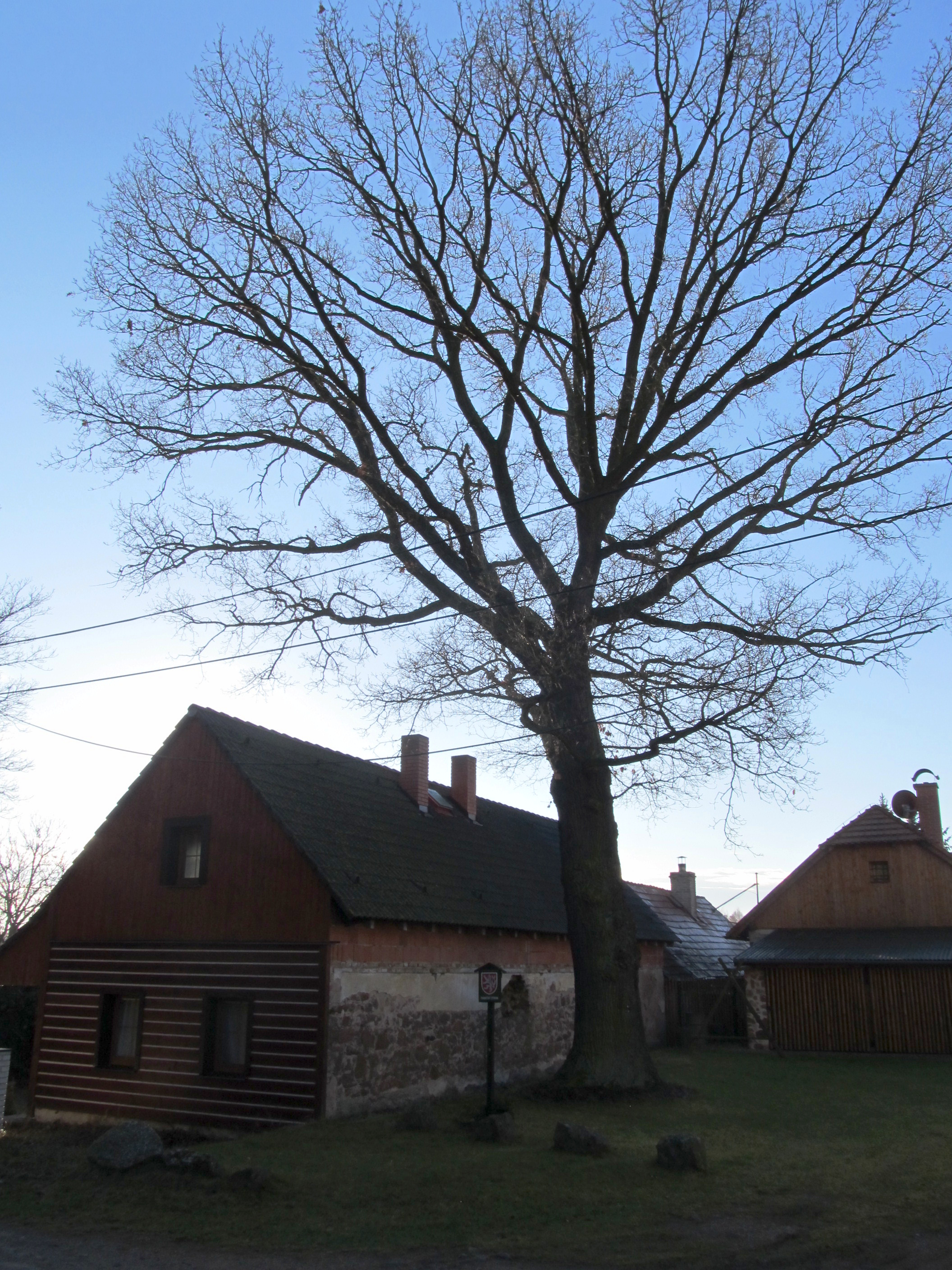
Haus Nr. 7 und Smrker Eiche

Smrk ist ein Ortsteil der Gemeinde Čistá (Tschistay) in Tschechien. Er liegt sieben Kilometer südöstlich von Jesenice (Jechnitz) und gehört zum Okres Rakovník.

## Geographie
Der Weiler Smrk befindet sich linksseitig des Smrcký potok (Welhotenbach) am Südrand des Hubertuswaldes auf dem Gebiet des Naturparks Jesenicko in der Rakovnická pahorkatina (Rakonitzer Hügelland). Gegen Nordosten liegt der Čočkův rybník (Tschetschkateich). Nordöstlich erhebt sich der Hokovský vrch (Gemeindeberg; 565 m n.m.), im Osten die Černá kočka (Schwarze Katz; 552 m n.m.), westlich der Lhotský vrch (Welhotenberg; 606 m n.m.) sowie im Nordwesten der Chlum (Butterhübel; 590 m n.m.) und der Plavečký vrch (Plawetschberg; 603 m n.m.).
Nachbarorte sind Soseň (Sossen) und Klečetné (Kletscheding) im Norden, Velká Chmelištná (Groß Chmelischen), V Jedlinách und Václavy (Wazlaw) im Nordosten, Zdeslavský Dvůr (Deslawener Hof) und Zdeslav (Deslawen) im Osten, V Lomu, Pod Vrabíkovem und Kůzová (Wallisgrün) im Südosten, Nová Ves (Neu Wallisdorf) im Süden, Zelený Důl (Grüntal) im Südwesten, Lhota (Welhoten) im Westen sowie Otěvěky (Nedowitz), Tlestky (Tlesko) und Svatý Hubert (Sankt Hubert) im Nordwesten.

## Geschichte
Die erste schriftliche Erwähnung von Smrk erfolgte 1275 im Zuge der Teilung des die Dörfer Vrbice, Bedlno, Očihovec, Březnice, Hluboká, Smrk und Šanov umfassenden Gutsbesitzes zwischen den Söhnen des Sulislav von Trnovan – Bohuslav von Buškovice und Sulislav d. J. von Trnovan, dabei fiel das Dorf Sulislav d. J. zu. Das Gut Smrk, zu dem neben dem Dorf eine Motte und vermutlich auch der Tschetschkateich gehörten, lag am Egerer Handelssteig und besaß das Zollrecht. Es verblieb wahrscheinlich noch einige Zeit im Besitz dieses Vladikengeschlechts, das sich später Šanovec von Šanov nannte. Nachdem Jan von Šlovic 1428 im Gefecht bei Prag schwer verwundet worden war, überschrieb er auf dem Totenbett seine Güter Smrk und Sadlno an Bartoloměj von Šlovic und den Söhnen seines Bruders Kuneš. 1454 bildete Smrk zusammen mit Příčina ein Afterlehen der Königsburg Křivoklát. Im Jahre 1483 wurde Smrk als wüst bezeichnet.
Im Jahre 1612 veräußerte Wilhelm Svitak von Landstein zusammen mit dem Gut Sossen auch die Brettmühle bei Smrk (Tschetschkamühle) an Jaroslaw von Kolowrat-Liebsteinsky auf Petersburg. Nach der Schlacht am Weißen Berg wurden die Güter seines Sohnes Jaroslaw d. J. von Kolowrat-Liebsteinsky konfisziert und 1622 an Hermann Czernin von Chudenitz verkauft. In der berní rula findet Smrk keine Erwähnung. 1685 wurde Smrk in der Landtafel als Allod geführt. Später wurde das Gut gänzlich mit der Herrschaft Petersburg vereinigt.
Der Gründungszeitpunkt der heutigen Siedlung Smrk ist nicht überliefert. Sie wird weder 1787 in der Topographie des Königreichs Böhmen noch 1846 in Sommers Beschreibung des Saazer Kreises erwähnt. In der Ersten Landesaufnahme ist der Platz vis-a-vis dem 1779 von der Herrschaft Hochlibin im Rakonitzer Kreis angelegten Neudorf und dem 1720 errichteten Deslawener Hof (Neuhof) noch unbesiedelt. Enthalten ist die Siedlung unter dem Namen Smirk in der Franziszeischen Landesaufnahme sowie als Smrk in der Franzisco-Josephinischen Landesaufnahme. Dies lässt darauf schließen, dass Smrk etwa in der Mitte des 19. Jahrhunderts – anderthalb Kilometer südlich der alten Dorfstelle – neu angelegt wurde. Die Bewohner von Smrk waren Köhler und Pecher.
Ab 1869 ist Smrk als Ortsteil der Gemeinde Drahuschen im Gerichtsbezirk Jechnitz und Bezirk Podersam nachweislich. Zu dieser Zeit bestand der Weiler aus zehn Häusern und hatte 62 Einwohner. Eingepfarrt war Smrk nach Groß Chmelischen. Auf der Grundlage des neuen Volksschulgesetzes wurde 1872 die Schulgemeinde Neuwallisdorf gebildet, die auch Smrk und Wallisgrün umfasste. Smrk bestand aus Häuslerwirtschaften, auf dem geringen Ackerland gediehen nur Roggen, Hafer und Kartoffeln. Im Jahre 1900 hatte Smrk 57 Einwohner, 1910 waren es 72.
Nach dem Ersten Weltkrieg zerfiel der Vielvölkerstaat Österreich-Ungarn, Smrk wurde 1918 Teil der neu gebildeten Tschechoslowakischen Republik. Beim Zensus von 1921 lebten in den zehn Häusern der anteilig zu den Gemeinden Drahuschen und Groß Chmelischen gehörigen Siedlung Smrk 77 Personen, davon 76 Deutsche und ein Tscheche. 1930 lebten in den zehn Häusern von Smrk 56 Personen. Nach dem Münchner Abkommen wurde Smrk im Oktober 1938 dem Deutschen Reich zugeschlagen und gehörte bis 1945 zum Landkreis Podersam.
Nach dem Ende des Zweiten Weltkrieges kam Smrk zur wiedererrichteten Tschechoslowakei zurück. Nach der Aussiedlung der meisten deutschen Bewohner wurde der Weiler mit Tschechen wiederbesiedelt. 1950 lebten in den sieben Häusern von Smrk nur noch 23 Personen. Bei der Gebietsreform von 1960 wurde Smrk nach Nová Ves umgemeindet und zugleich dem Okres Rakovník zugeordnet. Am 1. Januar 1980 erfolgte die Eingemeindung nach Čistá. Beim Zensus von 1991 lebten in den sieben Häusern von Smrk fünf Personen. 2011 hatte der Ortsteil vier Einwohner und bestand aus 13 Wohnhäusern.

## Ortsgliederung
Der Ortsteil Smrk ist Teil des Katastralbezirkes Nová Ves u Rakovníka. Er bildet die Grundsiedlungseinheit Nová Ves díl 2. Zu Smrk gehört ein Anteil von Zdeslavský Dvůr (Deslawener Hof).

## Sehenswürdigkeiten
- Smrker Eiche, Baumdenkmal
- Burgstall Smrk, im Wald nördlich des Ortes
- Bildstock des hl. Hubertus, geschaffen 1884, nördlich von Smrk am Waldweg zum Jagdschloss Hubertiwald